# Kategorisches Urteil
Der Ausdruck kategorisches Urteil (lat. categoria: Grundaussage) (auch: kategorischer Satz, kategorische Aussage) ist ein Begriff der traditionellen, aristotelischen Logik, insbesondere der Syllogistik. Im kategorischen Urteil wird einer Klasse von Gegenständen (dem Subjekt, S) etwas (das Prädikat, P, zum Beispiel eine Eigenschaft) mittels einer Kopula zu- oder abgesprochen. Damit ist das kategorische Urteil eine atomare Aussage, das heißt eine Aussage, die nicht aus anderen Aussagen zusammengesetzt ist.
Ein Beispiel für ein kategorisches Urteil ist die Aussage „Alle Menschen sind sterblich“; hier ist das logische Subjekt der Begriff „Mensch“ und das logische Prädikat der Begriff „sterblich“. (Die Begriffe „Subjekt“ und „Prädikat“ werden in der traditionellen Logik in anderer Bedeutung gebraucht als in der Grammatik.)
Das kategorische Urteil steht einerseits im Gegensatz zu zusammengesetzten Aussagen (in der traditionellen Logik: hypothetische bzw. disjunktive Urteile, zum Beispiel „wenn A, dann B“ oder „A oder B“), andererseits zu den modalen Aussagen mit Modalitäten wie Möglichkeit oder Notwendigkeit.
In der aristotelischen Syllogistik wird – im Gegensatz zur modernen Logik – im Allgemeinen  zur Voraussetzung gemacht, dass Ausdrücke für Subjekt und Prädikat nicht leer sind (Beispiel für ein leeres Subjekt: „Einhörner“). Diese Voraussetzung nennt man existenzielle Präsupposition.

## Die vier Urteilsformen
Die traditionelle Logik geht davon aus, dass jedes kategorische Urteil einem der vier folgenden Typen zugeordnet werden kann:
1. „Alle S sind P“ (allgemein bejahende Urteilsform, in der Tradition A-Urteil genannt)
2. „Kein S ist P“ (allgemein verneinende Urteilsform, in der Tradition E-Urteil)
3. „Einige S sind P“ (besondere bejahende Urteilsform, in der Tradition I-Urteil)
4. „Einige S sind nicht P“ (besondere verneinende Urteilsform, in der Tradition O-Urteil)

## Quantität und Qualität
Die Eigenschaft einer Aussage, über wie viele Gegenstände sie spricht, wird traditionell die Quantität dieser Aussage genannt. In diesem Sinn gibt es im Syllogismus zwei Quantitäten, nämlich partikulär und universell. Die Eigenschaft einer Aussage, einem Subjekt ein Prädikat zu- oder abzusprechen, wird traditionell die Qualität dieser Aussage genannt. Spricht eine Aussage einem Subjekt ein Prädikat zu, nennt man sie bejahende Aussage, spricht sie es ihm ab, verneinende Aussage. Die Typen von Aussagen sind in folgender Tabelle nach ihrer Qualität und Quantität aufgeschlüsselt:
|            | allgemein | partikulär |
| bejahend   | A-Urteil  | I-Urteil   |
| verneinend | E-Urteil  | O-Urteil   |

## Beispiele
- „Der Pilz ist eine Sporenpflanze“ (Typ 1, A-Urteil – Quantität: allgemein, Qualität: bejahend)
- „Wale gehören nicht zu den Fischen“ (Typ 2, E-Urteil – Quantität: allgemein, Qualität: verneinend)
- „Einige Säugetiere sind Pflanzenfresser“ (Typ 3, I-Urteil – Quantität: partikulär, Qualität: bejahend)
- „Die meisten Menschen sind keine Europäer“ (Typ 4, O-Urteil – Quantität: partikulär, Qualität: verneinend)

## Kontradiktorische, konträre und subkonträre Gegensätze, Sub- und Superalternation

Das logische Quadrat

Urteile der vier Kategorien stehen in spezifischen Bedingungen zueinander:
- Die Urteilspaare 1 und 4 (A und O) und 2 und 3 (E und I) bilden kontradiktorische Gegensätze, d. h., dass wenn das eine Urteil wahr ist, das andere automatisch falsch ist und umgekehrt. Sie können damit weder beide zusammen wahr noch beide zusammen falsch sein. Mit einem der oben genannten Beispiele bedeutet das, dass sich aus dem Satz „Die meisten Menschen sind keine Europäer“ das Urteil „Es ist nicht wahr, dass alle Menschen Europäer sind“ erschließen lässt.
- Als konträrer Gegensatz wird das Verhältnis von Aussagen bezeichnet, die nicht gleichzeitig wahr, wohl aber gleichzeitig falsch sein können. In diesem Verhältnis stehen die Typen 1 und 2 (A und E) zueinander. Ein Beispiel: „Alle Wikipedianer sind Münchner“ (Typ 1) steht im konträren Gegensatz zu der Behauptung „Kein Wikipedianer ist Münchner“ (Typ 2). Wie sich empirisch leicht ermitteln lässt, ist keine der beiden Aussagen korrekt.
- Als subkonträr wird ein Gegensatz dann bezeichnet, wenn beide Aussagen nicht gleichzeitig falsch, wohl aber beide wahr sein können. In diesem Verhältnis stehen die Typen 3 und 4 (I und O) zueinander. Die Aussagen „Es gibt Regelungen der neuen Rechtschreibung die von Vorteil sind“ und „Es gibt Regelungen der neuen Rechtschreibung die nicht von Vorteil sind“ können beide wahr sein, niemals aber beide falsch.
- Unter der Voraussetzung, dass das Subjekt nicht leer ist, folgt aus der Wahrheit einer Typ 1-Aussage die Wahrheit der entsprechenden Typ 3-Aussage. Unter derselben Voraussetzung folgt aus der Wahrheit einer Typ 2-Aussage die Wahrheit der entsprechenden Typ 4-Aussage. Diese Folgerungsbeziehung wird in der Tradition als Subalternation bezeichnet. Ein Beispiel: Aus der A-Aussage „Alle Schweine sind rosa“ folgt die I-Aussage „Es gibt rosa Schweine“.
- Unter der Voraussetzung, dass das Subjekt nicht leer ist, folgt aus der Falschheit einer Typ 3-Aussage die Falschheit der entsprechenden Typ 1-Aussage und aus der Falschheit einer Typ 4-Aussage die Falschheit der entsprechenden Typ 2-Aussage. Diese Folgerungsbeziehung wird in der Tradition als Superalternation bezeichnet. Ein Beispiel: Da aus der A-Aussage „Alle Schweine sind rosa“ die I-Aussage „Es gibt rosa Schweine“ folgt, folgt aus der Falschheit der I-Aussage „Es gibt rosa Schweine“ die Falschheit der A-Aussage „Alle Schweine sind rosa“.

A ist für I (genau wie E für O) eine hinreichende Bedingung. I für A und O für E eine notwendige Bedingung.
Grafisch veranschaulicht werden diese Verhältnisse in einem Diagramm, das unter dem Namen logisches Quadrat bekannt geworden ist (siehe Abbildung). Die älteste bekannte Niederschrift des logischen Quadrats stammt aus dem zweiten nachchristlichen Jahrhundert und wird Apuleius von Madauros zugeschrieben.

## Behandlung in der Strengen Logik
Im folgenden Absatz wird die Behandlung der kategorischen Urteile in der strengen Logik (von Walther Brüning) dargestellt: 
Er sieht die kategorischen Urteile als bestimmte Formeln zweiter Stufe.
Aus der Annahme der Urteile lassen sich Aussagen über die Erfülltheit der Begriffe herleiten: Die universellen Urteile behaupten, dass alle S P (SaP), bzw. ~P (SeP) sind. Das heißt also, dass ein S ohne P (SaP) bzw. ohne ~P (SeP) nicht existiert. Die partikulären Urteile behaupten, dass einige S P (SiP), bzw. ~P (SoP) sind. Aus den Urteilen lassen sich daher Wertebereiche negativer Geltung (N, für Negation), (A, für Affirmation) und unbestimmter Geltung (u) ableiten. So sagt SaP, dass es kein S ohne P geben kann (negative Geltung), es trifft jedoch zunächst keine Aussage darüber, ob es S und P gibt oder P ohne S. SiP hingegen trifft eine positive Aussage, nämlich dass es S gibt, die P sind (oder das S und P gemeinsam auftreten), lässt aber die Fragen, ob es auch S ohne P gibt oder P ohne S, unbestimmt. Die nebenstehende Grafik veranschaulicht dies für alle vier Urteilstypen (negative Geltung wird rot, positive grün dargestellt).
Es ergibt sich folgende tabellarische Übersicht über die Festlegungen, die die vier Urteilstypen jeweils über S und P treffen:
|        | SaP | SeP | SiP | SoP |
| ------ | --- | --- | --- | --- |
| S, P   | u   | N   | A   | u   |
| ~S, P  | u   | u   | u   | u   |
| S, ~P  | N   | u   | u   | A   |
| ~S, ~P | u   | u   | u   | u   |

Brüning zieht dann auch Existenzbedingungen in seine Lehre mit ein, um einen syllogistischen Kalkül aufzubauen ("A-Forderungen"). 
In weiterer Folge verbindet er zwei kategorische Urteile mittels eines dritten Begriffs, den Mittelbegriff. Dabei werden die Formeln "verlängert" (d. h. um den jeweils sozusagen unbeteiligten Begriff erweitert). Schließlich definiert er zwei Ableitungsregeln, um auf "einfachste" Art und Weise die Syllogismen zu erhalten.
Die Umschreibungen der kategorischen Urteile basieren auch auf Albert Mennes Umschreibungen.